# Батпак
Батпак (каз. Батпақ) — село в Аягозском районе Абайской области Казахстана. Входит в состав Мамырсуского сельского округа. Код КАТО — 633481200.

## Население
В 1999 году население села составляло 136 человек (83 мужчины и 53 женщины). По данным переписи 2009 года в селе проживал 61 человек (32 мужчины и 29 женщин).